# Rafael Villaseca Marco
Rafael Villaseca Marco (Barcelona, 1951) és un enginyer i empresari català, conseller delegat de Gas Natural.

## Trajectòria
És enginyer industrial per la Universitat Politècnica de Catalunya i MBA per l'IESE, de la Universitat de Navarra. Va ser nomenat conseller delegat de Gas Natural Fenosa el gener del 2005. És també vicepresident de la Fundació Gas Natural Fenosa, vocal del Consell Consultiu de Foment del Treball Nacional i membre del Capítol Espanyol del Club de Roma.
Anteriorment, havia estat conseller d'Enagás, conseller-director general del Grup Panrico, president de Túnels i Accessos de Barcelona, S.A.C. (TABASA), president de Túnel del Cadí, S.A.C., president de Gestió d'Infraestructures, S.A., president del Grup INISEL (avui grup INDRA), conseller delegat de Nueva Montaña Quijano, S.A., conseller de Gas Natural SDG, S.A., conseller d'Amper, S.A., president de CGE, president del Club Espanyol de l'Energia i vocal de la Junta Directiva del Cercle d'Economia. També ha estat president de l'Associació d'Antics Alumnes de l'IESE.

## Premis i reconeixements
Ha estat reconegut amb el premi de l'Associació Espanyola de Directius (AED) al Directiu 2009 i millor CEO segons l'edició 2010 dels Platts Global Energy Awards (New York)